# Football au Liban
Le football au Liban est le sport le plus populaire. La fédération libanaise gère les compétitions nationales et locales, et est affilié à la Confédération asiatique de football (AFC). 

## Organisation
La Fédération du Liban de football est l’organisme qui gère le football au Liban. Cette fédération a été créée en 1933. Trois ans plus tard, elle s'affilie à la FIFA et est membre de l'AFC depuis 1964 ainsi que de la Fédération d'Asie de l'Ouest de football.

### Championnats masculins
Le championnat du Liban oppose chaque année les 12 meilleurs clubs libanais. La première édition de la compétition s'est tenue en 1934. Le championnat est cependant régulièrement annulé, notamment dans les années 50 à 70. Le club le plus titré du championnat est Al-Ansar Club, qui totalise 14 titres acquis entre 1989 et 2021.  
Un championnat de deuxième division est également organisé depuis 1934, complété depuis par des divisions inferieures. 

## Histoire

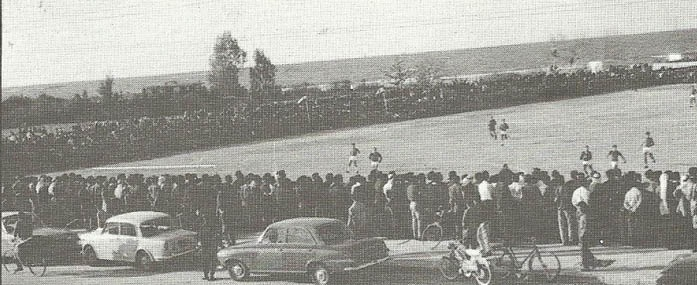
Match entre le Pagramian SC et le Al Tadamon Tyr en 1956.

Le football fait son entrée au Liban en 1908 alors une province de l'Empire ottoman. Il est rapidement adopté par les jeunes Libanais, et connaît en particulier un franc succès auprès des étudiants de l’American University of Beirut (AUB). Après la première guerre mondiale, le Grand Liban devient un protectorat français sous mandat de la SDN. Le football est très apprécié des soldats français dans la communauté chrétienne locale. 
Les premiers clubs libanais sont fondés dans les années 1920, mais la première saison du championnat libanais de football se déroule en 1933. 
Les clubs sont alors formés selon les villes, les communautés ou les différentes religions. Le premier champion est le Al Nahda FC soutenu par la communauté orthodoxe et aujourd'hui disparu. En 1945 est fondé le club du Nejmeh SC. Celui-ci a vocation à ne pas pratiquer de ségrégation entre les communautés et à rassembler les joueurs de toutes les confessions. Une rivalité s'établit entre le Nejmeh et un autre club beyrouthin, Al-Ansar, se basant sur trois oppositions : centre-ville contre périphérie, Arabes contre nationalistes libanais et chiites contre sunnites.
De 1975 à 1990, la guerre civile libanaise rend impossible la pratique du football. De 1988 à 1999 Al-Ansar rentre dans le Guinness World en remportant 11 titres nationaux consécutifs.